# Сивачёв, Александр Николаевич
Алекса́ндр Никола́евич Сивачёв (2 мая 1918, Энем — 22 июня 1941, пограничная застава у деревни Головенчицы, Гродненская область, БССР) — старший лейтенант пограничных войск, награждён орденом Отечественной войны. В 1941 году был назначен начальником заставы «Брузги». В ходе нападения германских войск на заставу 22.06.1941 года в 4:00 немцы планировали взять её за 20 минут, 1-й заставе Августовского отряда удавалось отбивать противника 11 часов.
Именем Сивачёва названа улица в посёлке Энем, пограничная застава в г. Гродно Республики Беларусь.

## Биография
Сивачёв родился и вырос на хуторе Энем (ныне посёлок в Тахтамукайском районе Республики Адыгея Российской Федерации). После 4-х классов местной школы учился в школе рабочей молодежи, работал в колхозе.
Заместитель начальника нынешней заставы Антон Матусевич:
«Около 25 военнослужащих, удерживая натиск, подожгли три танка, уничтожили более 60 противников», — рассказывает офицер. — «Несмотря на два ранения, Александр Сивачёв продолжал обороняться. К сожалению, силы были неравные… Чтобы подавить сопротивление, немцы применили бомбардировку с воздуха. От здания штаба остался только фундамент. Тела погибших пограничников немцы три дня не разрешали захоронить. После войны застава, которой было присвоено имя героя, была заново отстроена в полутора километрах от государственной границы».
Павших пограничников похоронили местные жители. Узнав об этом, немецкий комендант приказал сровнять холм на месте захоронения, чтобы могила не превращалась в место поклонения. Но холм вскоре снова появился вместе с цветами. Нацисты ещё несколько раз разоряли место последнего упокоения советских бойцов, но крестьяне тайком снова восстанавливали памятное место. В бою с заставой Сивачёва гитлеровцы только убитыми потеряли 64 человека.

## Семья
Супругу Евдокию, ждавшую первенца, в начале июня 1941-го Сивачев отправил к своим родителям, на хутор Энем. Сын — Александр, родился в январе 1942 года.
Мать героя умерла в 1953 году.

## Награды
Орден Отечественной войны I степени (1965 год; посмертно).

## Память
На месте сражения, на территории современной Беларуси, был воздвигнут памятник в память о Сивачёве. Также памятник был установлен в посёлке Энем.
В 1968 году имя Александра Сивачёва присвоено 4-й пограничной заставе Гродненской пограничной группы.